# Astrid Cabral
Astrid Cabral Félix de Sousa (Manaus, 25 de setembro de 1936) é uma poetisa, contista, professora e funcionária pública brasileira. Viúva do poeta Afonso Felix de Sousa.
Ainda em Manaus, integrou o movimento renovador Clube da Madrugada.

## Formação acadêmica
É diplomada em Letras Neolatinas pela Universidade Federal do Rio de Janeiro e em língua inglesa e literatura norte-americana pelo Teacher's Training Course do IBEU.
Mestrado em Teoria Literária, pela Universidade de Brasília, 1962.
Mestrado em Linguística Aplicada ao Ensino de Línguas Estrangeiras, 1963.

## Atuação profissional
- Professora universitária na Universidade de Brasília;[nota 1]
- Oficial de chancelaria do Ministério das Relações Exteriores;[1]
- Oficial de chancelaria da Embaixada do Brasil em Beirute e em Chicago.

## Livros publicados
- Alameda, 1963;[4]
- Ponto de cruz, 1979;[nota 2][2]
- Torna-viagem, 1981;
- Zé Pirulito, 1982;
- Lição de Alice, 1986;
- Visgo da terra, 1986;[nota 3]
- Rês desgarrada, 1994;
- De déu em déu, 1998;[2]
- Intramuros, 1998.
- Rasos d`água, 2003.
- Jaula, 2006.
- Ante-sala, 2007.[2]
- Ante-sala, 2007.
- Antologia Pessoal, 2008.
- 50 Poemas escolhidos pelo autor, 2008.
- Les doigts dans l'eau, 2008.
- Cage, 2008.
- Palavra na berlinda, 2011.
- Infância em franjas, 2014.
- Íntima fuligem: caverna e clareira, 2017.
- Coração à solta, 2021.[5]

## Traduções
- Walden, ou a vida nos bosques, 1984
- A desobediência civil, 1984

## Prêmios literários
- Prêmio José Décio Filho, da União Brasileira de Escritores de Goiás, 1981, Ponto de Cruz;[1]
- Prêmio Olavo Bilac, da Academia Brasileira de Letras, 1987, com Lição de Alice;[1]
- Prêmio Nacional de Poesia Helena Kolody, em 1998, com Intramuros;
- Prêmio e Medalha Zilah Mamede, da União Brasileira de Escritores, Rio de Janeiro, 1999;[1]
- Prêmio Nacional de Poesia da Academia Brasileira de Letras, em 2004, com Rasos d`água;[1]
- Prêmio Troféu Rio de Personalidade Cultural 2012, da União Brasileira de Escritores, Seção Rio de Janeiro.

## Referência externa
- Jornal de Poesia
- Triplov